# Haus Holtheyde

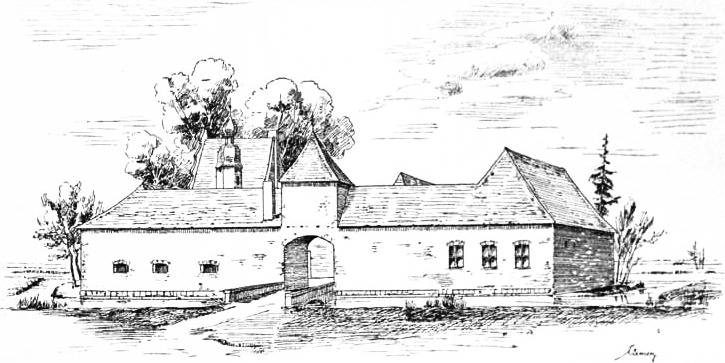
Haus Holtheyde auf einer Zeichnung von 1891

Das Haus Holtheyde, auch Holtheide geschrieben, ist ein ehemaliger Herrensitz im niederrheinischen Wachtendonk. Das Anwesen liegt am rechten Ufer der Niers an der Straße von Wachtendonk nach Straelen und gehört zu den ältesten Gebäuden in der Gemeinde. Es wurde in der zweiten Hälfte des 16. Jahrhunderts durch die Familie von Bylandt erbaut und steht als Baudenkmal unter Denkmalschutz. Mit Haus Caen und Haus Ingenraedt liegen rund einen und 1,3 Kilometer entfernt zwei weitere ehemalige Adelssitze in direkter Nachbarschaft.

## Beschreibung

### Architektur

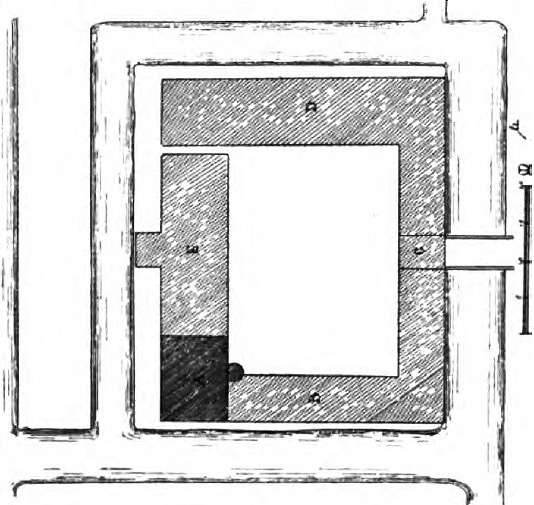
Lageplan von Haus Holtheyde aus der Zeit um 1891

Haus Holtehyde ist ein typischer Adelssitz der Frühen Neuzeit wie er am Niederrhein oft vorkommt. Es handelt sich dabei um eine sogenannte Hofesfeste, eine geschlossene, vierflügelige Hofanlage, deren Herrenhaus in das Gebäudegeviert integriert ist. Die Anlage war früher ringsherum von einem doppelten Grabensystem umgeben, von dem sich noch Teile als Wassergraben an der Nord- und Ostseite sowie im Südwesten erhalten haben.
Die Wurzeln der Anlage aus Backstein liegen in einem Bau aus der zweiten Hälfte des 16. Jahrhunderts. Diamantquader im Fundamentbereich der Flügel sind ein Indiz dafür, dass der Bauherr Bertram von Bylandt seinerzeit einen Renaissancebau ähnlich wie das Schloss Rheydt seines Bruders Otto errichten wollte. Ob es auch dazu kam, ist allerdings unklar, denn die heutigen Wirtschaftsflügel an der Nord-, Ost- und Südseite stammen ausweislich ihrer hofseitigen Maueranker erst aus den Jahren 1763, 1778 und 1779. Seit einem Umbau im Jahr 1906 finden sich in ihrem Inneren ausschließlich Stallungen. Zugang zum Innenhof gewährt in der Mitte der Ostseite ein Torturm mit Segmentbogendurchgang aus dem 18. Jahrhundert, zu dem eine steinerne Brücke über den Wassergraben führt. Seine Geschosse sind von einem Pyramidendach abgeschlossen. Sieben Taubenlöcher zeugen davon, dass der Torbau früher auch als Taubenschlag diente.
Der Westflügel der Anlage war Wohnzwecken vorbehalten. Dort befand sich das Pächterhaus und – in der Südwestecke des Anwesens – das Herrenhaus, welche die ältesten Teile von Haus Holtheyde waren. Mit seinem 11 × 8,3 Meter messenden Grundriss (lichte Maße: 10,2 × 7,2 Meter) ist das herrschaftliche Wohnhaus eher klein. Seine zwei Geschosse werden durch einen an der Hofseite vorgelagerten, runden Treppenturm erschlossen. Dieser stammt wohl aus dem letzten Viertel des 16. Jahrhunderts und besitzt einen Durchmesser von 2,1 Metern. Seine 1986 erneuerte, schiefergedeckte Zwiebelhaube ragt weit über die anderen Dächer des Hauses hinaus. Die Südseite des Herrenhauses besitzt einen geschweiften Stufengiebel mit zwei Taubenschlägen, an dessen Spitze eine vorgeblendete Fiale eine schmiedeeiserne Wetterfahne mit dem Wappen der Familie von Loë trägt. Sie ist der Ersatz für eine ältere Fahne, welche die Jahreszahl 1759 trug.
Für 1771 ist eine Kapelle für das Anwesen verbürgt. Sie befand sich in einem Anbau des Herrenhauses an dessen Ostseite. Das Altarbild der Kapelle zeigt eine Kreuzigungsdarstellung und wurde um 1700 gemalt. Es befindet sich seit 1965 im Niederrheinischen Museum Kevelaer.
Zu Haus Holtheyde gehörte früher auch eine Ölmühle, die um die Mitte des 18. Jahrhunderts nordöstlich des Gebäudegevierts am Ufer der Steenbeek errichtet wurde. Noch bis etwa 1910 in Betrieb, ist sie heute zu einer Ruine verfallen. Auch der dazugehörige Mühlenteich ist mittlerweile ausgetrocknet.

### Umgebung

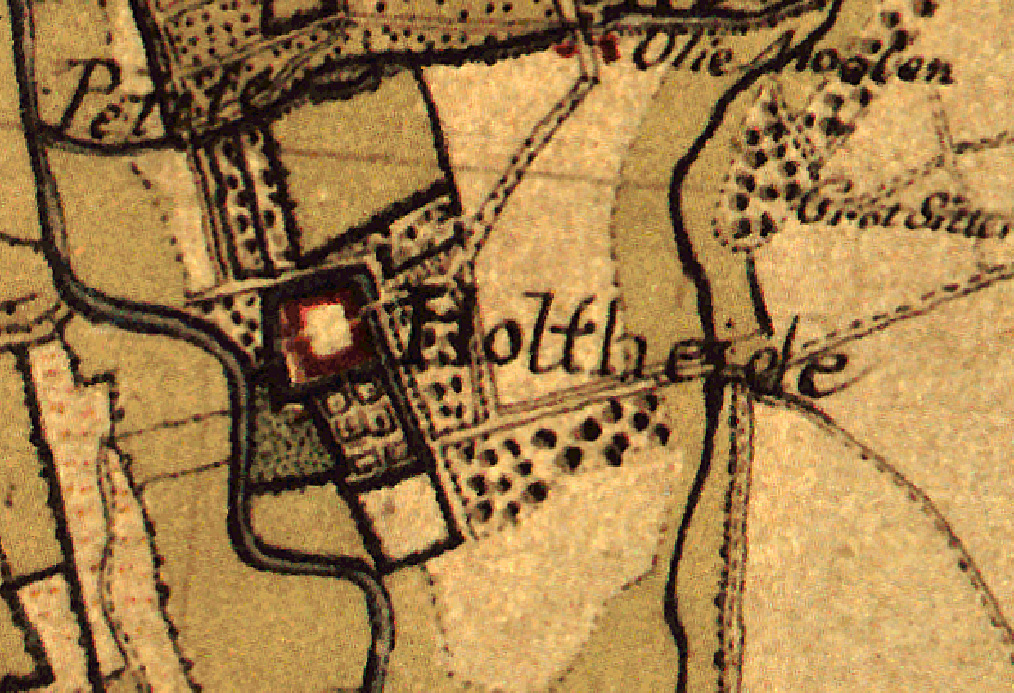
Haus Holtheyde auf der Tranchotkarte

Westlich des Hauses sind noch einige Altarmschlingen der Niers nach deren Begradigung erhalten geblieben. Sie wurden nicht, wie so oft an anderen Stellen, zugeschüttet, sondern dienen heute als Fischteiche.
Südlich des Hauses lag früher ein streng geometrisch angelegter Barockgarten nach französischen Vorbildern. Von ihm sind heute aber nur noch zwei Bestandteile erhalten: zum einen eine vierteilige Eibenlaube und zum anderen eine Dreiergruppe von etwa 200-jährigen, verwachsenen Linden, deren Stämme zwischen 3,5 und 5,2 Meter Umfang haben. Sowohl Laube als auch Baumgruppe sind als Naturdenkmal geschützt.

## Geschichte
Haus Holtheyde gehörte zur Herrlichkeit und zum späteren Amt Wachtendonk. Über seine Frühgeschichte ist bisher nichts bekannt. Erst mit dem 16. Jahrhundert liegen verbürgte Erkenntnisse über die Geschichte des Anwesens vor. Am 5. Oktober 1562 kaufte Bertram von Bylandt Herr zu Walbeck und Amtmann zu Brüggen, Besitzer des Hauses Pellandt, die Holtheyder Anlage. Er und seine Frau wohnten aber weiterhin auf Pellandt. Erst nachdem dieses durch ein Feuer zerstört worden war, zogen er und seine Frau Sophia von Huys nach Holtheyde um und ließen es zu einem repräsentativen Herrensitz ausbauen. Der Überlieferung nach sollen die Steine für den Umbau von Haus Pellandt stammen.
Nach Bertrams Tod kam der Besitz über seinen Sohn Adrian an dessen Enkel Johann Heinrich von Bylandt. Aus seiner Ehe mit Maria Ernestina von Habaru de Cesse entstammte die Tochter Maria Anna, die Georg Heinrich von Sehern von Rheinfeld heiratete. Ihre gemeinsame Tochter Maria Anna Josepha ehelichte am 3. Mai 1706 in zweiter Ehe den spanischen Adeligen Hermann Fortunatus de Cabanes und brachte Haus Holtheyde an dessen Familie. Der neue Besitzer erhielt 1750 die Erlaubnis, an der Steenbeek eine Ölmühle zu errichten, was er auch verwirklichte. Hermann Fortunatusʼ und Maria Annas Sohn Joseph Aegidius Dominus vererbte das Anwesen bei seinem Tod am 24. Juni 1782 seinem Sohn Philipp Raphael Caspar, Justizrat am Gerichtshof zu Geldern. Über dessen Sohn Joseph Aegidius gelangte es an Philipp Raphaels Enkelin Josephine Cäcilia, die am 19. September 1833 den Eigentümer von Haus Caen, den Grafen Carl Ludwig Franz von Varo, heiratete und Haus Holtheyde mit in die Ehe brachte. Die Verbindung blieb ohne Kinder, und weil Josephina Cäcilias Schwester Katharina Henriette Agnes unverheiratet und somit auch ohne Kinder verstarb, erloschen die Caener Linien von Varo und de Cabanes.

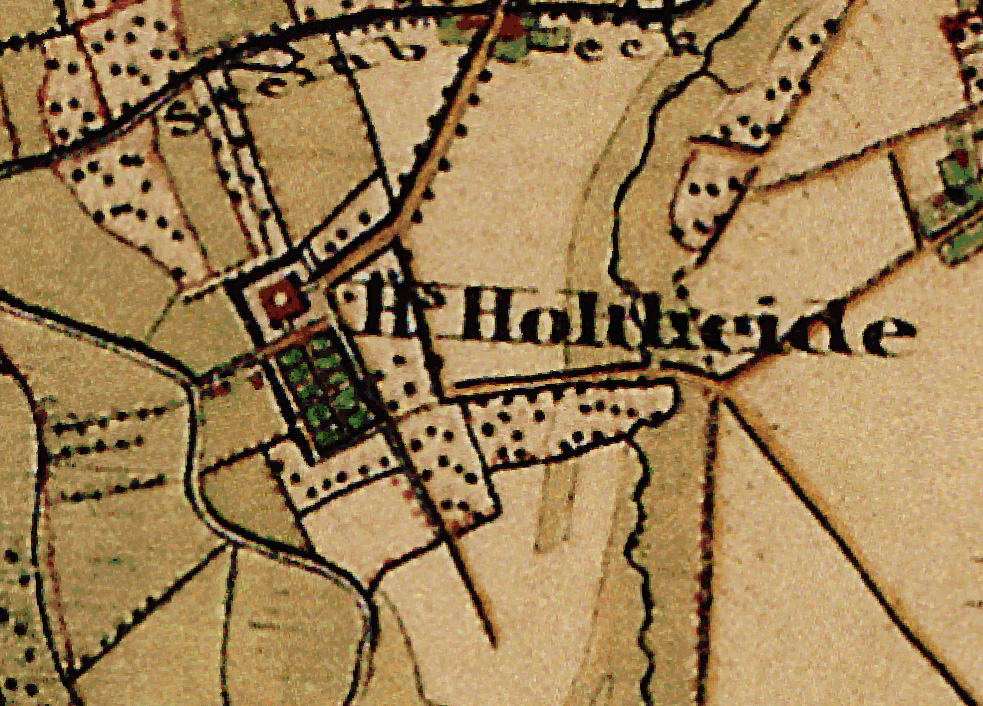
Haus Holtheye auf einem Messtischblatt der Preußischen Uraufnahme

Haus Holtheyde kam zusammen mit Haus Caen 1876 an Carl Ludwigs Großcousin Rudolf Adolph Geyr von Schweppenburg, dem durch seine Heirat mit Emerentia von Ruys zu Nieuwenbroeck bereits Haus Ingenraedt gehörte. Bei seinem Tod im Jahr 1907 erbten seine Kinder den Besitz und ließen ihn gemäß der testamentarischen Bestimmung ihres Vaters vorerst ungeteilt. Während des Zweiten Weltkriegs nutzte das Kultur- und Stadthistorische Museum Duisburg die Anlage als Außenlager, um Teile seiner Sammlungen vor Zerstörung zu bewahren. Die evakuierten Bestände wurden im Juli 1946 nach Duisburg zurückgebracht. Im selben Jahr gelangte Haus Holtheyde an Rudolph Adoph Blasius Felix Joseph Hubert Maria von Loë, denn seine Mutter Johanna war eine Tochter Rudolf Adolph Geyr von Schweppenburgs gewesen. Wie seine Vorfahren bewohnte er das Anwesen nicht selbst, sondern ließ es durch Pächter bewirtschaften. Seit 1911 war dies die Familie Linssen, die Haus Holtheyde als landwirtschaftlichen Betrieb führte. Nach Rudolf Adoph von Loës Tod trat sein Sohn Franz-Joseph das Erbe an. Er ließ die Anlage restaurieren, um sie für die Nachwelt zu erhalten. Noch heute ist seine Familie Eigentümerin des Hauses.